# Райнікендорф (район)

герб Райнікендорфа

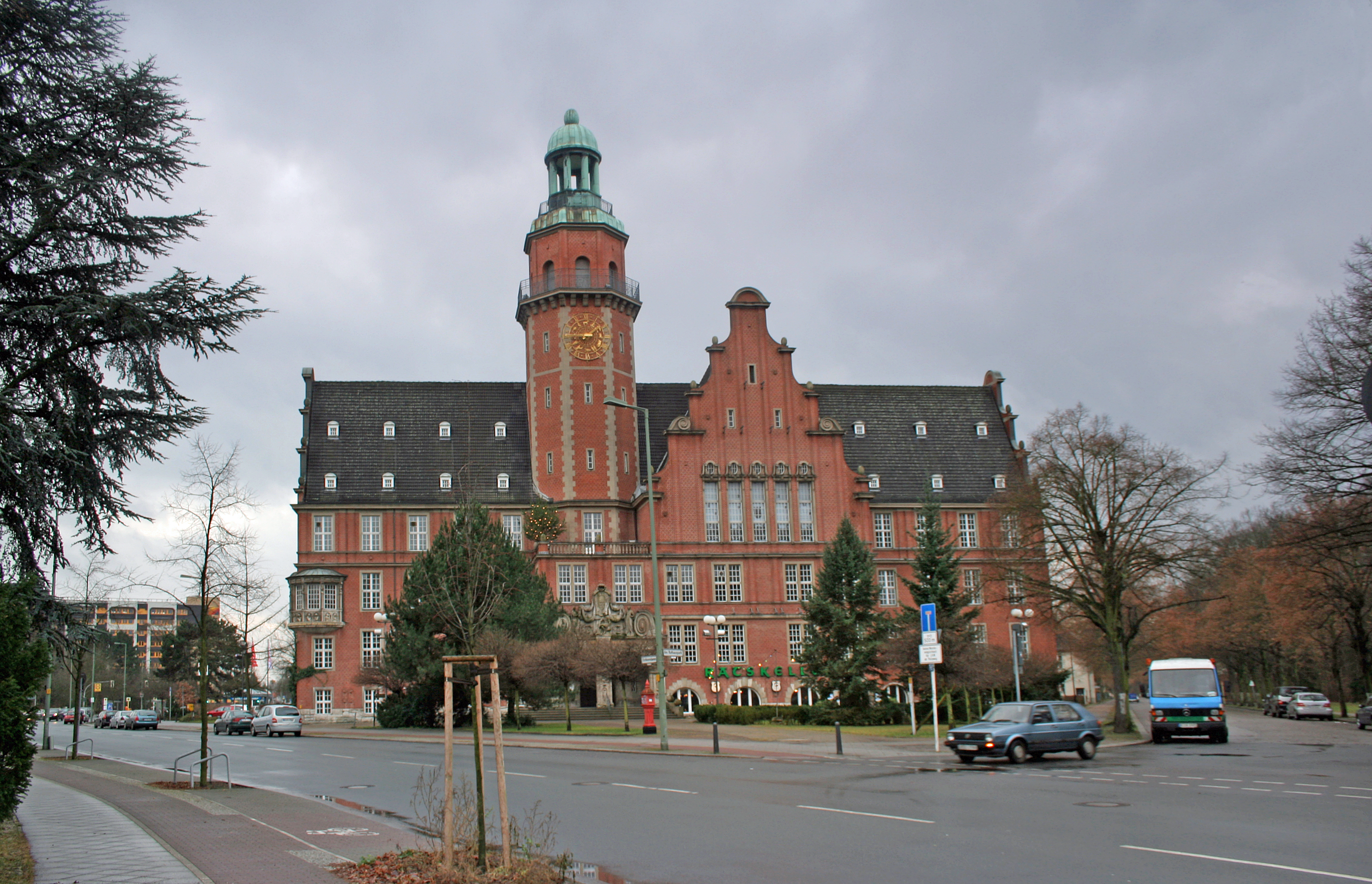
Ратуша Райнікендорфа

Райнікендорф — район у Берліні, який до 1920 року був самостійним поселенням. Входить до однойменного округу.
Заснований біля 1230 року. Назва швидше за все походить від імені засновника (локатора) — селянина Райніке (нижньонімецька форма імені Райнхард). Перша згадка про поселення у документах датована 1345 роком.
Бурхливий ріст поселення розпочався після відкриття у 1877 році залізниці, що з'єднала Берлін з Нойштреліцем і проходила через Райнікендорф.
У 1920 році Райнікендорф увійшов до складу Великого Берліна.